# Breaking the Girl
Singles de Red Hot Chili Peppers
Under the Bridge
(1992) Suck My Kiss
(1992)
Breaking the Girl est une chanson des Red Hot Chili Peppers. Sorti en 1992, le single est extrait de l'album Blood Sugar Sex Magik.
La chanson est une ballade émouvante qui se réfère aux relations mouvementées et à la séparation entre le chanteur Anthony Kiedis et sa petite amie peu de temps avant que l'enregistrement de l'album ne commence. Lorsqu'il s'est séparé de sa copine, il s'est demandé s'il ne réagissait pas comme son père : « Au même moment, je me suis mis à réfléchir sur moi-même, à me demander si j'étais condamné à répéter le comportement de mon père : butiner de fleur en fleur, ne jamais garder la même copine très longtemps. Je ne voulais surtout pas finir comme Blackie (surnom qu'il donne à son père) : malgré l'excitation et l'épanouissement que peut provoquer au début ce défilé constant de jolies filles, à la fin, on se sent seul, il ne vous reste rien. Les paroles de cette chanson reflètent ces deux points de vue. » (extrait de la biographie Anthony Kiedis)
Le clip vidéo a été réalisé par le français Stéphane Sednaoui qui avait déjà réalisé auparavant celui de Give It Away. Alors que ce dernier était mystérieux, celui de Breaking the Girl va plus loin, des couleurs vibrantes sont utilisées, l'arrière-plan et les costumes changent sans arrêt, les membres du groupe ont eux-mêmes une apparence et un comportement bizarre. On peut ainsi voir Anthony Kiedis avec une allure similaire à celui de la princesse Leia, ou encore Flea avec une fleur sur l'oreille.Arik Marshall,guitariste remplaçant des Red Hot Chili Peppers après le départ de John Frusciante,apparaît aussi dans le clip.